# Locmalo
Locmalo (bret. Lokmac'hloù) – miejscowość i gmina we Francji, w regionie Bretania, w departamencie Morbihan.
Według danych na rok 1990 gminę zamieszkiwało 936 osób, a gęstość zaludnienia wynosiła 39 osób/km² (wśród 1269 gmin Bretanii Locmalo plasuje się na 598. miejscu pod względem liczby ludności, natomiast pod względem powierzchni na miejscu 399.).